# Junkarsborg

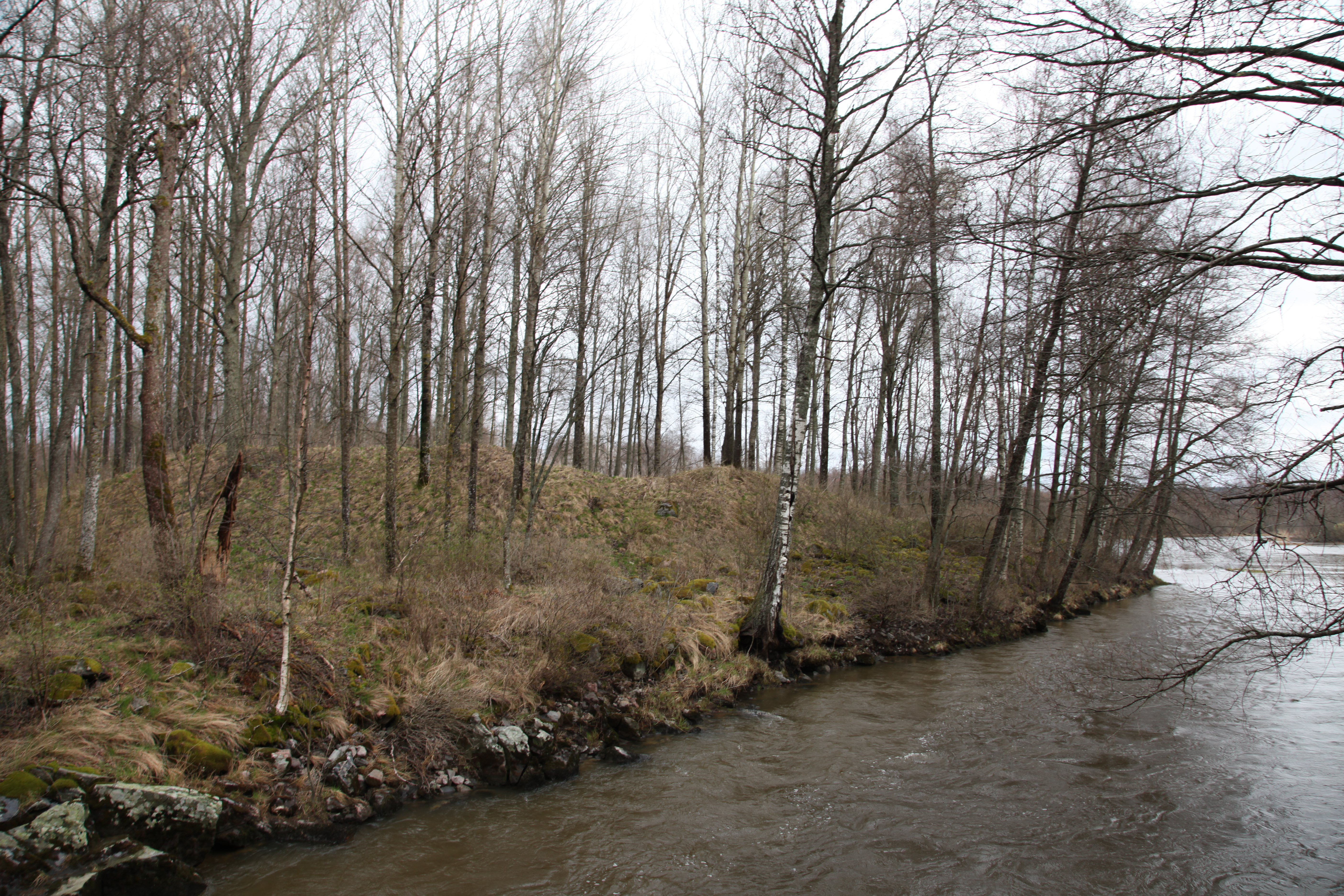
Junkarsborg år 2018

Junkarsborg är en medeltida borgruin i Svartå, Raseborgs stad, Finland. Ruinen är belägen på en ö som också benämns Junkarsborg och som är belägen vid utloppet av Svartån i sjön Päsarträsket. Platsen ligger i landskapet Nyland, 60 km väster om huvudstaden Helsingfors. 
Borgen uppfördes ibörjan av 1300-talet och övergavs omkring ett sekel senare, sannolikt eftersom den närliggande Raseborg övertog dess funktioner. Idag återstår vallar. Platsen har arkeologiskt undersökts vid flera tillfällen.
Öns area är 0,5 hektar och dess största längd är 100 meter i sydväst-nordöstlig riktning.